# Faro Les Éclaireurs
Der Faro Les Éclaireurs ist ein Leuchtturm (spanisch Faro) in Argentinien. Er steht auf einer unbewohnten Insel im Beagle-Kanal, etwa acht Seemeilen vor der Hafeneinfahrt von Ushuaia, einem der südlichsten Orte der Erde.
Der elf Meter hohe Leuchtturm wurde ab 1918 auf dem nordöstlichsten Eiland der Islotes les Éclaireurs mit Mauerziegeln errichtet und ging am 23. Dezember 1920 in Betrieb. Das unbemannte Leuchtfeuer wird heute mit Sonnenenergie betrieben und von der argentinischen Schifffahrtsbehörde Servicio de Hidrografía Naval unterhalten und überwacht.